# Dúvida (filme)
Dúvida (em inglês:  Doubt) é um filme dramático americano lançado em 2008. O filme foi escrito e dirigido por John Patrick Shanley, tendo como atores principais Meryl Streep, Philip Seymour Hoffman e Amy Adams. O filme foi lançado em 12 de dezembro de 2008, pela Miramax Films.

## História
O filme é passado em 1964, onde o carismático padre Flynn (Philip Seymour Hoffman) tenta acabar com os rígidos costumes da escola St. Nicholas, localizada no Bronx. A diretora do local é a irmã Aloysius Beauvier (Meryl Streep), que acredita no poder do medo e da disciplina. A escola aceitou recentemente seu primeiro aluno negro, Donald Miller (Joseph Foster), devido às mudanças políticas da época. Um dia a irmã James (Amy Adams) conta à diretora suas suspeitas sobre o padre Flynn, de que esteja dando atenção demais a Donald. É o suficiente para que a irmã Aloysius inicie uma cruzada moral contra o padre, tentando a qualquer custo expulsá-lo da escola.

## Elenco
- Meryl Streep como irmã Aloysius Beauvier
- Philip Seymour Hoffman como padre Brendan Flynn
- Amy Adams como irmã James
- Viola Davis como sra. Miller
- Joseph Foster como Donald Miller

## Prêmios
81º Academy Awards (Oscar 2009)
- Melhor Atriz - Meryl Streep (indicada)[carece de fontes?]
- Melhor Ator Coadjuvante - Philip Seymour Hoffman (indicado)[carece de fontes?]
- Melhor Atriz Coadjuvante - Amy Adams (indicada)[carece de fontes?]
- Melhor Atriz Coadjuvante - Viola Davis (indicada)[carece de fontes?]
- Melhor Roteiro Adaptado - John Patrick Shanley (indicado)[carece de fontes?]

62º British Academy Film Awards (BAFTA 2009)*
- Melhor Atriz - Meryl Streep (indicada)[carece de fontes?]
- Melhor Ator Coadjuvante - Philip Seymour Hoffman (indicado)[carece de fontes?]
- Melhor Atriz Coadjuvante - Amy Adams (indicada)[carece de fontes?]

66º Golden Globe Awards (Globo de Ouro 2009)
- Melhor Atriz em Filme Dramático - Meryl Streep (indicada)[carece de fontes?]
- Melhor Ator Coadjuvante - Philip Seymour Hoffman (indicado)[carece de fontes?]
- Melhor Atriz Coadjuvante - Amy Adams (indicada)[carece de fontes?]
- Melhor Atriz Coadjuvante - Viola Davis (indicada)[carece de fontes?]
- Melhor Roteiro Adaptado - John Patrick Shanley (indicado)[carece de fontes?]

15º Screen Actors Guild Awards (Sindicato dos Atores 2009)
- Melhor Atriz - Meryl Streep Ganhou[carece de fontes?]
- Melhor Ator Coadjuvante - Philip Seymour Hoffman (indicado)[carece de fontes?]
- Melhor Atriz Coadjuvante - Amy Adams (indicada)[carece de fontes?]
- Melhor Atriz Coadjuvante - Viola Davis (indicada)[carece de fontes?]
- Melhor Elenco(Meryl Streep,Philip Seymour Hoffman,Amy Adams,Viola Davis)[carece de fontes?]